# 牛津 (康乃狄克州)
牛津（英語：Oxford）是一個位於美國康乃狄克州新哈芬縣的城鎮。

## 地理
牛津的座標為41°25′48″N 73°08′05″W / 41.43000°N 73.13472°W，而該地的平均海拔高度為215米（即705英尺）。

## 人口
根據2010年美國人口普查的數據，牛津的面積為86.30平方千米，當中陸地面積為84.80平方千米，而水域面積為1.50平方千米。當地共有人口12683人，而人口密度為每平方千米146.96人。